# 295-й отдельный сапёрный батальон
295-й отдельный сапёрный батальон — воинская часть в вооружённых силах СССР во время Великой Отечественной войны.

## История
В составе действующей армии с 16 июля 1941 по 3 февраля 1942 года.
Сформирован в первые дни войны в Казани, в начале июля 1941 года переброшен на северо-западное направление и занял позиции на реке Луге, создаёт оборонительные сооружения, заграждения, устанавливает мины по рубежу реки и вокруг немецких плацдармов.
С августа 1941 года отступает в направлении Копорье, в начале сентября 1941 года находится у населённого пункта Таменгонт, затем отступает вместе с частями 8-й армии к Ораниенбауму, где и остался на Ораниенбаумском плацдарме до переформирования. Батальон занят на строительстве дзоты и доты, минировании подступов к позициям, сооружении мостов и дорог-лежнёвок, устройстве траншей и блиндажей, также занят разведкой укреплений противника.
3 февраля 1942 года переформирован в 295-й отдельный инженерный батальон.

## Подчинение
| Дата                 | Фронт (округ)       | Армия                         | Корпус (группа) | Примечания                |
| -------------------- | ------------------- | ----------------------------- | --------------- | ------------------------- |
| 1 августа 1941 года  | -                   | -                             | -               | в справочнике не значится |
| 1 сентября 1941 года | Ленинградский фронт | Копорская оперативная группа  | -               | -                         |
| 1 октября 1941 года  | Ленинградский фронт | 8-я армия                     | -               | —                         |
| 1 ноября 1941 года   | Ленинградский фронт | Приморская оперативная группа | -               | —                         |
| 1 декабря 1941 года  | Ленинградский фронт | Приморская оперативная группа | -               | —                         |
| 1 января 1942 года   | Ленинградский фронт | Приморская оперативная группа | -               | —                         |
| 1 февраля 1942 года  | Ленинградский фронт | Приморская оперативная группа | -               | —                         |

## Другие инженерно-сапёрные подразделения с тем же номером
- 295-й отдельный сапёрный батальон 66-го стрелкового корпуса
- 295-й отдельный инженерный батальон